# Championnat de Belgique féminin de football 2017-2018
Navigation
Saison précédente Saison suivante
La saison 2017-2018 de Super League belge de football féminin est la 3e édition depuis la suppression de la BeNe Ligue. 

## Format
6 clubs se rencontrent quatre fois en match aller et retour, après la 20e journée, les quatre premières équipes jouent les Play-Offs pour le titre de Champion.

## Clubs de la saison 2017-2018
| Nom du club          | Entraîneur       | DC   | Stade                         | Capacité | Nb T. |
| -------------------- | ---------------- | ---- | ----------------------------- | -------- | ----- |
| Standard de Liège    | Hamide Lamara    | 1971 | Académie Robert Louis-Dreyfus | 800      | 20    |
| RSC Anderlecht       | Patrick Wachel   | 1971 | Centre National Tubize        | 1 000    | 4     |
| KAA La Gantoise      | Dave Mattheus    | 1996 | Stade PGB                     | 2 500    | /     |
| KRC Genk Ladies      | Patrick Slegers  | 1971 | Plaine Turkse Rangers         | 1 000    | /     |
| KSK Heist            | Anthony Michiels | 1973 | Stade communal                | 7 000    | 3     |
| Oud-Heverlee Louvain | Niki Decock      | 1986 | Stade communal                | 3 300    | /     |

| \| Standard de Liège RSC Anderlecht KAA La Gantoise Ladies Genk KSK Heist Oud-Heverlee Louvain \| |
| Standard de Liège RSC Anderlecht KAA La Gantoise Ladies Genk KSK Heist Oud-Heverlee Louvain       |

| Standard de Liège RSC Anderlecht KAA La Gantoise Ladies Genk KSK Heist Oud-Heverlee Louvain |

## Compétition régulière

### Résultats du 1ertour
| Résultats (▼dom., ►ext.)                                   | AND  | GAN | GEN | HEI  | OHL | STA |
| RSC Anderlecht                                             |      | 5-2 | 2-0 | 10-0 | 4-0 | 4-0 |
| AA Gand Ladies                                             | 0-2  |     | 3-3 | 9-0  | 5-0 | 2-2 |
| KRC Genk Ladies                                            | 2-1  | 0-0 |     | 7-1  | 3-0 | 1-0 |
| KSK Heist                                                  | 0-12 | 0-4 | 0-1 |      | 0-1 | 1-3 |
| OHL                                                        | 3-4  | 0-1 | 3-1 | 1-2  |     | 1-0 |
| Standard de Liège                                          | 2-2  | 0-2 | 1-1 | 6-0  | 1-0 |     |
| - Victoire à domicile - Match nul - Victoire à l'extérieur |      |     |     |      |     |     |

### Résultats du 2etour
| Résultats (▼dom., ►ext.)                                   | AND  | GAN | GEN  | HEI  | OHL | STA |
| RSC Anderlecht                                             |      | 1-0 | 2-0  | 11-0 | 6-0 | 0-3 |
| AA Gand Ladies                                             | 0-3  |     | 0-1  | 10-0 | 4-1 | 3-1 |
| KRC Genk Ladies                                            | 1-2  | 2-2 |      | 3-0  | 3-1 | 1-2 |
| KSK Heist                                                  | 0-14 | 0-8 | 0-10 |      | 0-9 | 0-7 |
| OHL                                                        | 1-7  | 1-2 | 2-4  | 5-0  |     | 2-0 |
| Standard de Liège                                          | 0-1  | 0-2 | 0-1  | 5-2  | 1-1 |     |
| - Victoire à domicile - Match nul - Victoire à l'extérieur |      |     |      |      |     |     |

### Classement
À égalité de points, le nombre de victoires est prépondérant pour départager.
| Rang | Équipe              | Pts | J  | G  | N | P  | Bp | Bc  | Diff |
| ---- | ------------------- | --- | -- | -- | - | -- | -- | --- | ---- |
| 1    | RSC Anderlecht      | 52  | 20 | 17 | 1 | 2  | 93 | 14  | +79  |
| 2    | AA Gand Ladies      | 37  | 20 | 11 | 4 | 5  | 59 | 22  | +37  |
| 3    | KRC Genk Ladies     | 37  | 20 | 11 | 4 | 5  | 45 | 22  | +23  |
| 4    | Standard de Liège T | 25  | 20 | 7  | 4 | 9  | 34 | 27  | +7   |
| 5    | OHL                 | 19  | 20 | 6  | 1 | 13 | 32 | 48  | -16  |
| 6    | KSK Heist           | 3   | 20 | 1  | 0 | 19 | 6  | 136 | -130 |

| Légende : | Légende : |
| --------- | --- |
|           | Qualification Play Off |
|           | T : Tenant du titre. Pts points ; G victoires ; N match nuls ; P défaites Bp buts marqués ; Bc buts encaissés ; Diff différence de buts> |

## Play-Offs 1
Les play-offs débutent le 20 avril 2018 et se terminent le 18 mai 2018.

### Résultats
| Résultats (▼dom., ►ext.)                                   | AND | GAN | GEN | STA |
| RSC Anderlecht                                             |     | 3-4 | 3-1 | 2-1 |
| AA Gand Ladies                                             | 3-4 |     | 3-2 | 5-2 |
| KRC Genk Ladies                                            | 1-5 | 0-1 |     | 1-1 |
| Standard de Liège                                          | 1-2 | 3-0 | 0-1 |     |
| - Victoire à domicile - Match nul - Victoire à l'extérieur |     |     |     |     |

### Classement
| Rang | Équipe              | Pts | J | G | N | P | Bp | Bc | Diff |
| ---- | ------------------- | --- | - | - | - | - | -- | -- | ---- |
| 1    | RSC Anderlecht      | 41  | 6 | 5 | 0 | 1 | 19 | 11 | +8   |
| 2    | KAA La Gantoise     | 31  | 6 | 4 | 0 | 2 | 16 | 14 | +2   |
| 3    | KRC Genk Ladies     | 23  | 6 | 1 | 1 | 4 | 6  | 13 | -7   |
| 4    | Standard de Liège T | 17  | 6 | 1 | 1 | 4 | 8  | 11 | -3   |

| Légende : | Légende : |
| --------- | --- |
|           | Championne |
|           | T : Tenant du titre. Pts points ; G victoires ; N match nuls ; P défaites Bp buts marqués ; Bc buts encaissés ; Diff différence de buts> |

## Play-Offs 2

### Résultats
| KSK Heist            | Oud-Heverlee Louvain | 0 - 11 |
| Oud-Heverlee Louvain | KSK Heist            | 10 - 0 |

### Classement
| Rang | Équipe    | Pts | J | G | N | P | Bp | Bc | Diff |
| ---- | --------- | --- | - | - | - | - | -- | -- | ---- |
| 1    | OHL       | 16  | 2 | 2 | 0 | 0 | 21 | 0  | +21  |
| 2    | KSK Heist | 2   | 2 | 0 | 0 | 2 | 0  | 21 | -21  |

| Légende : | Légende : |
| --------- | --- |
|           | Pts points ; G victoires ; N match nuls ; P défaites Bp buts marqués ; Bc buts encaissés ; Diff différence de buts> |

## Classement des buteuses
1. Ella Van Kerkhoven (RSC Anderlecht) : 22
2. Tine De Caigny (RSC Anderlecht) : 15
3. Elke Van Gorp (RSC Anderlecht) : 14
4. Mariam Abdulai Toloba (KAA La Gantoise) : 12
5. Sylke Calleeuw (KRC Genk Ladies) : 11

## Classement des assists
1. Sarah Wijnants (RSC Anderlecht) : 13
2. Laura De Neve (RSC Anderlecht) : 11
3. Elke Van Gorp (RSC Anderlecht) : 10
4. Elena Dhont (KAA La Gantoise) : 9
5. Ella Van Kerkhoven (RSC Anderlecht), Tine De Caigny (RSC Anderlecht), Celien Guns (OHL) : 6

## Quelques chiffres
- Meilleure attaque : RSC Anderlecht 112 buts
- Meilleure défense : RSC Anderlecht 25 buts
- Moins bonne attaque : KSK Heist 6 buts
- Moins bonne défense : KSK Heist 157 buts
- Plus grand nombre de victoires : RSC Anderlecht 22
- Plus grand nombre de victoires consécutives : -
- Plus grand nombre de victoires à domicile : -
- Plus grand nombre de victoires à l'extérieur : -
- Plus grand nombre de nuls :  Standard de Liège, KRC Genk Ladies 5
- Plus grand nombre de défaites :  KSK Heist 21
- Plus grand nombre de buts marqués en un match : KSK Heist-RSC Anderlecht 14 (score final : 0-14)